# Angela (comics)
Pour les articles homonymes, voir Angela.
Angela est un personnage de fiction créé par l'auteur Neil Gaiman et l'artiste Todd McFarlane en mars 1993. Elle est à l'origine un ange chasseur de primes, travaillant pour les puissances divines afin de s'opposer à Spawn.
Angela fit ensuite l'objet d'une bataille juridique entre Neil Gaiman et l'artiste Todd McFarlane portant sur les droits du personnage que Neil Gaiman a gagné. Il vendit plus tard les droits du personnage à Marvel Comics. La super-héroïne est depuis intégrée à cet univers de fiction depuis 2013.

## L'historique de la publication
Angela est une adversaire récurrente et alliée occasionnelle de Spawn faisant des apparitions  dans les numéros 9, 62, 89 et 96 à 100.
Entre 1994 et 1995, trois mini-séries centrées sur Angela ont été publiées, écrite par Neil Gaiman et illustrées par Greg Capullo.
Angela a également pris part à plusieurs crossovers.

Comic Book Resources a annoncé le 21 mars 2013 que Neil Gaiman revenait à Marvel Comics et amenait Angela avec lui.
Le 9 mai 2013 Entertainment Weekly a publié une première illustration d'Angela redessinée par Joe Quesada pour de futures apparitions dans divers projets de Marvel.

## Biographie fictive

### L'histoire originale
Angela est une ange et une chasseuse de primes travaillant sous les ordres des auspices du Ciel afin de s'opposer à Spawn. Elle tente de le tuer lors de leur première rencontre, mais elle est battue malgré sa plus grande expérience. Plus tard, Spawn vient à son secours lors de son procès au Ciel, où il atteste qu'elle a l'autorisation de le tuer. Ils sont temporairement pris au piège dans une poche dimensionnelle quand la cape de Spawn intervient afin de le protéger des armes d'Angela. La restructuration de la réalité initié par Spawn leur permet de s'enfuir de la poche dimensionnelle et également d'effacer le "permis" d'attaquer Spawn d'Angela. Après leur retour sur la Terre, ils entament une relation amoureuse mais Angela est tué lors de la bataille contre Malebolgia. Spawn ramène son corps aux anges, qui l'auraient ramenée à la vie.

### L'histoire selon Marvel Comics
Au cours de l'Âge d'Ultron, Angela est révélée comme en vie et est tiré d'Heven à la suite des dégâts occasionnés par Wolverine à l'Omniverse. Dans un mélange de rage et de confusion, elle fonce vers la Terre depuis l'espace pour être interceptée par les Gardiens de la Galaxie, qu'elle finit par rejoindre.
Il est révélé qu'elle est Aldrif, la fille d'Odin et Freyja, faisant d'elle la sœur de Thor et Loki. Elle fut "tuée" enfant au cours de la guerre d'Asgard contre les anges du Dixième Domaine appelé "Heven." Ce crime poussa Odin a couper le Dixième Royaume des neuf autres en représailles. Thor apprend l'existence de sa sœur quand il est exposé aux secrets de Uatu, l'œil du Gardien, par l'Orbe. Il retourne à Asgard pour faire face à sa mère et, par la suite, se rend au Dixième Royaume avec Loki pour en apprendre plus sur leur sœur.
Les Gardiens de la Galaxie et Angela sont attaqués dans la courbure de l'espace par une bande de pirates, appelé Warpjackers. Au cours de la bataille, Angela abandonne les Gardiens lorsque Loki, adulte, lui annonce par télépathie que le portail de Heven est ouvert et qu'elle peut rentrer à la maison. Alors que Thor affronte les gardes d'Heven, Angela est guidée vers la porte de Heven par Loki, et se prépare à affronter Thor. Angela le bat puis est commandée par la Reine des anges de lui amener Thor. Loki, transformé en femme, c'est allié avec les anges et annonce à Thor qu'être du côté des gagnants semble tout simplement parfait."
Alors que Loki mène une armée d'anges vers Asgard, sous le faux motif de les aider à la détruire, Thor échappe à la captivité et attaque Angela une fois de plus. Le combat entre Thor et Angela est interrompu lorsque Odin (que Loki a libéré de son exil volontaire) intervient et reconnaît Angela comme sa fille, la révélant comme Aldrif que tous croyaient morts. Il y a longtemps, l'ange chargé de disposer du corps d'Aldrif découvrit que l'enfant était vivant et l'éleva comme l'un des anges sous le nom d'Angela. À la lumière de cette révélation, la Reine des anges accorde la vie à Angela, la pardonnant pour ses actes contre les anges, mais l'exile de Heven en raison de sa lignée. Après avoir quitté Heven, Odin dit à Thor, Loki, et Angela qu'il aime toujours ses enfants. Angela décide alors de partir afin d'explorer les autres royaumes.
Plus tard, Angela et son amant Sera enlèvent le nouveau-né d'Odin et Freyja qui a été, à l'insu d'Odin, possédé par l'esprit de Surtur. Odin ordonne à Thor de pourchasser la paire. Angela et Sera, avec l'aide des Gardiens de la Galaxie, sèment Thor et emmènent le bébé à Heven pour être purifiée de l'esprit de Surtur. Là, Angela jette le bébé dans les moteur callés de Heven. Le feu de Surtur est expulsé du bébé et rallume les moteurs de Heven. Par cet acte, Angela s'acquitte de sa dette envers Heven et clôture ainsi sa dernière relation avec le royaume.
Après qu'Angela ait ramené le bébé à Odin, elle découvre que Sera est en fait Malekith le Maudit et le vrai Sera, qui a été tués dans la bataille, est coincé à Hel. Angela se rend à Hel et demande à Hela de libérer l'amour pour sa vie. Lorsque Hela refuse, Angela lance une campagne de conquête, avec l'aide de Sera et de Leah, la servante d'Hela, en réalisant plusieurs épreuves pour devenir la nouvelle Reine de Hel. Après son succès, elle libère les âmes des anges morts réduit en esclavage par Hel, et rend la vie à Sera, pour ensuite abdiquer et retourner sur Terre avec Sera et Leah, ne resantant aucun besoin de puissance.

### D'autres versions
Plusieurs versions alternatives d'Angela apparaissent dans l'événement de 2015 Guerres Secrètes.
Dans 1602: Witchhunter Angela, Angela apparaît comme une chasseuse de witchbreed (mutants) dans 1602 univers.
Une troisième apparition la montre en tant que résident du domaine d'Arcadia, la maison de l'équipe de super-héroïnes, A-Force.

## Droits légaux

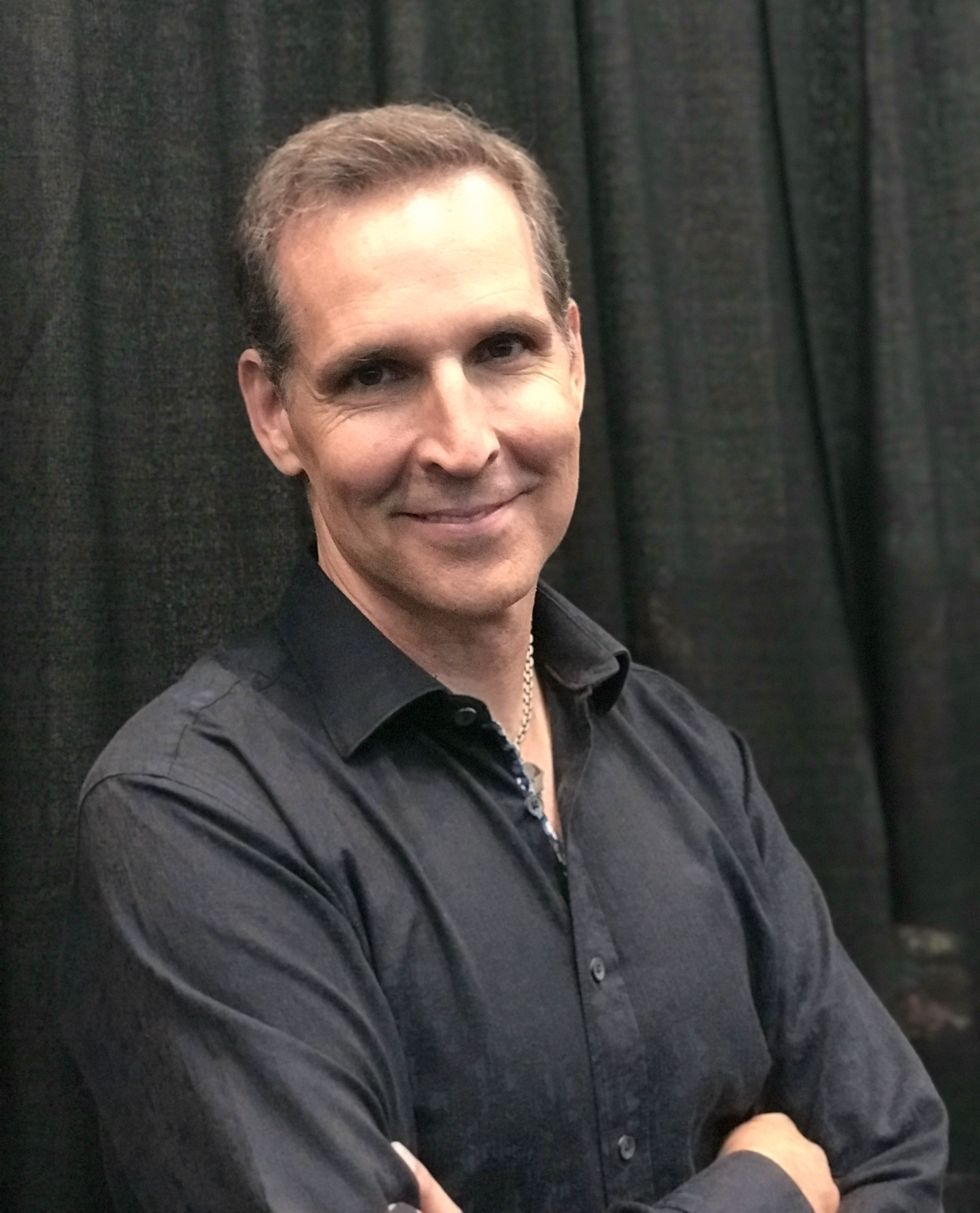
Todd McFarlane.

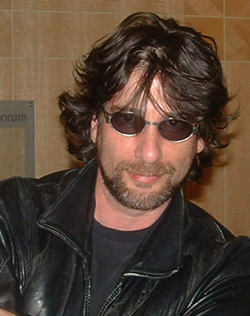
Neil Gaiman.

En 1993, McFarlane engagea Neil Gaiman, avec trois autres auteurs reconnus, Alan Moore, Dave Sim, et Frank Miller, pour écrire un numéro de Spawn. Dans son numéro, Gaiman introduisit les personnages d'Angela, de Cogliostro, et de Medieval Spawn. Ces trois personnages furent co-créés et conçus par le créateur de la série, Todd McFarlane. La série continua avec les trois personnages, même après le départ de Gaiman. Certains de ces personnages furent utilisés par l'entreprise de jouets de McFarlane, et Cogliostro eut un rôle important dans le film de 1997. McFarlane avait initialement convenu que Gaiman puisse conserver les droits de créateur pour ses personnages, mais il affirma plus tard que Gaiman n'avait été qu'un sous-traitant et qu'il détenait entièrement toutes les co-créations de Gaiman, avançant qu'il était le propriétaire juridique du Spawn n ° 9 et soulignant l'absence de contrat juridique indiquant le contraire. McFarlane refusa également de payer Gaiman pour les volumes produits par ce dernier que McFarlane réédita et continua d'imprimer. En 2002, Gaiman porta plainte et remporta une importante victoire face à McFarlane et Image Comics pour les droits de tout créateur. Les trois personnages ont ensuite été légalement co-détenus par les deux hommes. En 2012, McFarlane et Gaiman ont réglé leur différend, et McFarlane a cédé la pleine propriété d'Angela.
Le 21 mars 2013, Comic Book Resources a annoncé qu'Angela serait introduite dans l'univers de Marvel Comics comme un personnage majeur plus tard dans l'année, afin de coïncider avec le retour de Neil Gaiman dans la société. À l'heure actuelle, Marvel Comics possède la totalité les droits d'Angela.

## Dans d'autres médias

### La télévision
- Angela est apparue dans la série d'animation Spawn, Todd McFarlane, avec la voix de Denise Poirier.
- Angela a sa première apparition dans l'univers Marvel dans la série d'animation Gardiens de la Galaxie, dans l'épisode "Nous Sommes l'Arbre-Monde", jouée par Nika Futterman. Elle accompagne Thor pour assister à l'inauguration d'une statue sur Spartax qui dépeint les années de paix de Spartax avec Asgard. Angela s'engage dans un bref combat à l'épée avec Gamora. Plus tard, elle fait face à Gamora de nouveau lorsque les Gardiens de la Galaxie arrivent à Asgard. Dans l'épisode "Asgard Guerre première Partie: la Foudre", Angela accompagne Thor dans la guerre contre Spartax. Dans l'épisode "Asgard Guerre Partie Deux: Rescue Me", Angela accompagne Thor et le destroyer Armor pour assister les Gardiens de la Galaxie pour secourir Star-Lord de Thanos.

### Film
- Angela a une brève apparition dans le film adapté de Spawn, interprété par Laura Stepp.

### Les jeux vidéo
- Angela apparaît dans le jeu mobile les Gardiens de la Galaxie: L'Arme Universelle.
- Angela est un personnage jouable dans le jeu mobile Marvel: Futur Combat.
- Angela est un personnage jouable dans Marvel Heroes[5]. Elle est jouée par Laura Bailey[6].
- Angela est un personnage jouable dans le jeu mobile de Marvel: Avengers Alliance 2.
- Angela est une carte jouable dans le jeu mobile Marvel Snap

### Divers
- En 1995 et 1996, Angela a été nommée, mais n'a pas gagné, un certain nombre de Wizard Fan Awards: 1995 méchante favorite, 1995 Personnage Méritant le plus sa propre série, 1995 One-shot ou série Limitée/Minisérie favorit, et 1996 Héroïne favorite.